# Ulrike Lorenz
Ulrike Lorenz (* 7. Januar 1963 in Gera), zeitweise Ulrike Rüdiger, ist eine deutsche Kunsthistorikerin und Museumsdirektorin. Seit August 2019 ist sie Präsidentin der Klassik Stiftung Weimar.

## Leben
Aufgewachsen in einer Goldschmiedefamilie in der DDR, studierte Ulrike Lorenz von 1983 bis 1988 Kunstwissenschaft und Archäologie an der Karl-Marx-Universität Leipzig. Sie schloss ihr Diplom mit Auszeichnung ab. 2000 wurde sie an der Bauhaus-Universität Weimar über den deutsch-norwegischen Avantgarde-Architekten Thilo Schoder promoviert.
1989 wurde sie mit der Konzeption des neuen Museums Otto-Dix-Haus in Gera beauftragt. Ein halbes Jahr nach dessen Eröffnung übernahm sie die Leitung der Kunstsammlung Gera. Neben der Aufarbeitung der Geraer und Thüringer Kunst- und Architekturgeschichte des 20. Jahrhunderts etablierte Lorenz die Kunstsammlung Gera als Zentrum der Otto-Dix-Forschung und baute eine der größten Dix-Sammlungen in öffentlicher Hand auf. 2003 übernahm sie zudem für kurze Zeit die Leitung des Stadtmuseums Gera. Die Generalsanierung des Hauses und die erste Neukonzeption einer Dauerausstellung nach dem Ende der DDR verantworteten ihr Vorgänger Martin Müller sowie ihre Nachfolgerin Ute Heckmann. Ulrike Lorenz arbeitete an der ersten Sonderausstellung anlässlich der Wiedereröffnung des Hauses im Jahr 2005 mit.
Von 2004 bis 2008 war Lorenz Direktorin am Kunstforum Ostdeutsche Galerie in Regensburg, seit 2007 auch Vorstandsvorsitzende der gleichnamigen Stiftung, getragen von Bund, Freistaat Bayern und Stadt Regensburg. Für die Neukonzeption vom Kunstforum erhielt sie 2008 den Friedrich-Baur-Preis der Bayerischen Akademie der Schönen Künste in München.
Von Januar 2009 bis zu ihrem Wechsel 2019 an die Klassik Stiftung Weimar war Ulrike Lorenz Direktorin der Kunsthalle Mannheim, eine der ersten Bürgersammlungen der Moderne weltweit. Unter ihrer Leitung wurde ein Neubau der Kunsthalle termin- und budgetgerecht realisiert und 2018 eröffnet.
Von 2007 bis 2009 war sie Jurymitglied der Kulturstiftung des Bundes, von 2010 bis 2018 Vorstandsmitglied des Deutschen Museumsbunds. Im Mai 2014 wurde sie zum Mitglied der Akademie der Künste Berlin gewählt.
2018 wurde sie mit dem Frauenbrücke-Preis für die innere Einheit Deutschlands ausgezeichnet.

## Schriften (Auswahl)
Monographien
- mit Wolfgang Ullrich: Was muss das Museum? Was kann das Museum? Ein Streitgespräch. Verlag der Buchhandlung Walther König, Köln 2018, ISBN 978-3-96098-288-3.
- Otto Dix. Violencia y Pasión. Mexiko-Stadt 2016, ISBN 978-607-97210-0-8; ISBN 978-3-945048-19-1.
- mit Stefanie Patruno, Christoph Wagner: Skulptur pur. Kunsthalle Mannheim. Kehrer, Heidelberg 2014, ISBN 978-3-86828-487-4.
- mit Beatrice von Bormann: Dix/Beckmann. Mythos Welt. Hirmer, München 2013, ISBN 978-3-7774-2009-7.
- mit Inge Herold, Stefanie Patruno: Meisterwerke. Malerei und Skulptur. Kunsthalle Mannheim. Wienand, Köln 2013, ISBN 978-3-86832-164-7.
- mit Bogomir Ecker, Stefanie Patruno: Nur Skulptur! Das Mannheimer Skulpturenprojekt. Kehrer, Heidelberg 2013, ISBN 978-3-86828-385-3.
- Bruce Nauman. Der wahre Künstler. Mannheim 2011, ISBN 978-3-89165-222-0.
- Magdalena Jetelová. Landscapeof Transformation. Köln 2010, ISBN 978-3-86832-030-5.
- Fremde Heimat. Kunst in Baden-Württemberg. Heidelberg 2010, ISBN 978-3-88423-344-3.
- Tobias Rehberger. Public 1997-2009. Köln 2009, ISBN 978-3-86832-016-9.
- Brücke. Köln 2008, ISBN 978-3-8228-5471-6.
- mit Marie-Amélie zu Salm-Salm, Hans-Werner Schmidt: Lovis Corinth und die Geburt der Moderne. Bielefeld 2008, ISBN 978-3-86678-177-1, ISBN 978-3-89188-117-0 (Museumsausgabe).
- Otto Dix. Welt & Sinnlichkeit. Regensburg 2005, ISBN 3-89188-109-6.
- Otto Dix dessinateur. In: Otto Dix. Dessins d’une guerre à l’autre. Gallimard 2003, ISBN 2-07-011733-2; ISBN 2-84426-167-1.
- Thilo Schoder. Ein Architekt im Spannungsfeld der Moderne. Jena 2001 [= Dissertation, Werkverzeichnis], ISBN 3-931743-40-3.
- InnenSichten. Kunst in Thüringen: 1945 bis heute. Hrsg.: Sparkassen-Kulturstiftung Hessen-Thüringen, Frankfurt/Main 1999, ISBN 3-910051-27-8.
- Thilo Schoder. Leben und Werk in Deutschland. Jena 1997, ISBN 3-931743-13-6.
- Da-Zwischen. Zeitgenössische Kunst in Deutschland. Katalog zur Ausstellung anlässlich der deutschen Präsidentschaft im Rat der EU in Brüssel. Hrsg.: Institut für Auslandsbeziehungen, Stuttgart 1994.
- Wolf Vostell. Leben = Kunst = Leben. Leipzig 1994, ISBN 3-363-00605-5; ISBN 3-910051-09-X.
- Testigo de su época, contra el espíritu de su época. In: Museo Vostell Malpartida, Cáceres. (Hrsg.): Junta de Extremadura, Merida 1994, ISBN 84-7671-991-4.
- Grüße aus dem Krieg. Die Feldpostkarten der Otto-Dix-Sammlung. Gera 1991, ISBN 3-910051-03-0.
- Der Bauhaus-Schüler Kurt Schmidt. Leben und Werk. Kunstsammlung Gera 1990 [= Werkverzeichnis], ISBN 978-3-910051-02-7.

Herausgeberschaften
- Stadt in der Stadt. Die neue Kunsthalle Mannheim. Mannheim 2018, ISBN 978-3-89823-565-5.
- Fritz Schwegler. Berlin 2016, ISBN 978-3-7757-4203-0 (Museumsausgabe) ISBN 978-3-89165-230-5.
- mit Christine Hopfengart: Streifzüge durch die Moderne. Die Graphische Sammlung der Kunsthalle Mannheim. Köln 2015, ISBN 978-3-86832-257-6.
- Neue Räume für Kunst. Internationaler Architektenwettbewerb Kunsthalle Mannheim. Heidelberg 2014, ISBN 978-3-86828-461-4.
- Otto Dix. Briefe. Bearbeitet v. Gudrun Schmidt, Wienand, Köln 2013, ISBN 978-3-86832-163-0.
- Thomas Hirschhorn. It's Burning Everywhere. Kehrer, Heidelberg 2011, ISBN 978-3-86828-214-6.
- Entdeckt! Rebellische Künstlerinnen in der DDR. Städtische Kunsthalle, Mannheim 2011, ISBN 978-3-89165-221-3.
- Dix avant Dix. Das Jugend- und Frühwerk (1903–1914). Jena 2000, ISBN 3-931743-36-5.
- Franz Erhard Walther. Mit dem Körper sehen. Werkentwicklung, Werkbeispiele 1957–1997. Kunstsammlung Gera, Gera 1997, ISBN 3-910051-19-7.
- Thilo Schoder. Architektur und Design 1888-1979. Glaux, Jena 1997, ISBN 3-931743-14-4.